# Bãi biển mùa hè
Bãi biển mùa hè (tựa gốc Stoked) là phim hoạt hình Canada được sản xuất bởi Fresh TV bắt đầu phát sóng trên Teletoon từ 25 tháng 6 năm 2009 và kết thúc vào 26 tháng 1 năm 2013. Phim được Tri Viet Media mua bản quyền và phát sóng lồng tiếng Việt tại Việt Nam trên kênh HTV3.

## Cốt truyện
Đây là một bộ phim hoạt hình hài kịch tình huống lấy nhân vật làm trung tâm về một nhóm trẻ con tụ họp vào mùa hè tại Khách sạn Surfer's Paradise huyền thoại ở British Columbia để trải nghiệm giấc mơ lướt sóng tuyệt đỉnh - mùa hè bất tận. Emma, Reef và Fin tham gia cùng những người dân địa phương Broseph, Lo, anh trai Ty và George, và Johnny để làm việc tại Khu nghỉ dưỡng Surfer's Paradise Ridgemount nổi tiếng thế giới, vui mừng vì có được mùa hè tuyệt vời nhất trong đời. Nhưng thay vào đó, họ lại tìm thấy những công việc tệ nhất từ trước đến nay, đồng phục gớm ghiếc, không có sự tôn trọng, một ngôi nhà tồi tàn của nhân viên và một khu nghỉ dưỡng giả tạo, sến súa. Trong mười hai tuần, họ sẽ dành mùa hè đầu tiên xa nhà và làm việc chăm chỉ nhất mà họ từng làm trong đời, nhưng quan trọng nhất là họ có cơ hội lướt sóng vào những ngày nghỉ.